# Pervorossijskoje
Pervorossijskoje (ryska: Первороссийское) är en ort i Kazakstan. Den ligger i den östra delen av landet, 900 km öster om huvudstaden Astana. Pervorossijskoje ligger 412 meter över havet och antalet invånare är 2 583.
Terrängen runt Pervorossijskoje är huvudsakligen kuperad. Pervorossijskoje ligger nere i en dal. Runt Pervorossijskoje är det mycket glesbefolkat, med 3 invånare per kvadratkilometer. Det finns inga andra samhällen i närheten. Omgivningarna runt Pervorossijskoje är en mosaik av jordbruksmark och naturlig växtlighet.